# De Uil Kraste Tweemaal
De Uil Kraste Tweemaal (Engels: The Owl Hoots Twice) is een hoorspel in het genre thriller van de Amerikaanse schrijver Sax Rohmer. 

## Plot
Een vreemdeling dat zich Jim noemt, logeert bij Mary Maguire, een barmeisje. Ze vraagt hem of hij iets met de moord op de oude en rijke kluizenaar Cyrus Pettigrew te maken heeft. De oude man werd op een avond overvallen en van zijn diamanten gestolen. De uil kraste tweemaal en Mary Maguire, van geboorte Iers, zegt dat mensen in Ierland geloven dat er onheil nadert als een uil tweemaal krast. Jim maakt Mary wijs dat hij een gedeserteerde soldaat van het Britse leger is. Op een avond doet Jim echter in de buurt een onderzoekje en lost uiteindelijk de moord op. 

## Rolverdeling van het hoorspel
- Kees Broos - de ik-figuur, "Jim"
- Viviane Lampe - Mary Maguire
- Hans Hoekman - Edward Larkin
- Frans Kokshoorn - hoofdinspecteur Henry Stopes